# Леман Тауншип (округ Лузерн, Пенсільванія)
Леман Тауншип (англ. Lehman Township) — селище (англ. township) в США, в окрузі Лузерн штату Пенсільванія. Населення — 3346 осіб (2020).

## Демографія
Згідно з переписом 2010 року, у селищі мешкало 3508 осіб у 1374 домогосподарствах у складі 1000 родин. Було 1585 помешкань
Расовий склад населення:
| - 97,9 % — білих - 0,5 % — чорних або афроамериканців - 0,3 % — корінних американців - 0,2 % — азіатів |

До двох чи більше рас належало 0,8 %. Частка іспаномовних становила 0,5 % від усіх жителів.
За віковим діапазоном населення розподілялося таким чином: 20,8 % — особи молодші 18 років, 63,0 % — особи у віці 18—64 років, 16,2 % — особи у віці 65 років та старші. Медіана віку мешканця становила 44,0 року. На 100 осіб жіночої статі у селищі припадало 99,5 чоловіків;  на 100 жінок у віці від 18 років та старших — 98,6 чоловіків також старших 18 років.
Середній дохід на одне домашнє господарство  становив 77 535 доларів США (медіана — 58 393), а середній дохід на одну сім'ю — 88 617 доларів (медіана — 69 705). За межею бідності перебувало 4,0 % осіб, у тому числі 2,4 % дітей у віці до 18 років та 6,3 % осіб у віці 65 років та старших.
Цивільне працевлаштоване населення становило 1810 осіб. Основні галузі зайнятості: освіта, охорона здоров'я та соціальна допомога — 29,2 %, виробництво — 12,2 %, роздрібна торгівля — 8,6 %, мистецтво, розваги та відпочинок — 8,2 %.